# Liste des médaillés olympiques en voile
Pour des articles plus généraux, voir Voile aux Jeux olympiques et Liste des médaillés olympiques.
Cet article recense les médaillés olympiques en voile de 1900 à 2020 classés par discipline.

## Programme actuel

### Hommes

#### Planche à voile
| Édition                                 | Or                             | Argent                   | Bronze                       |
| --------------------------------------- | ------------------------------ | ------------------------ | ---------------------------- |
| Windglider                              |                                |                          |                              |
| Los Angeles 1984                        | Stephan van den Berg (NED)     | Scott Steele (USA)       | Bruce Kendall (NZL)          |
| Lechner Division II                     |                                |                          |                              |
| Séoul 1988                              | Bruce Kendall (NZL)            | Jan Boersma (AHO)        | Mike Gebhardt (USA)          |
| Barcelone 1992                          | Franck David (FRA)             | Mike Gebhardt (USA)      | Lars Kleppich (AUS)          |
| Mistral One                             |                                |                          |                              |
| Atlanta 1996 résultats détaillés        | Níkos Kaklamanákis (GRE)       | Carlos Espínola (ARG)    | Gal Fridman (ISR)            |
| Sydney 2000 résultats détaillés         | Christoph Sieber (AUT)         | Carlos Espínola (ARG)    | Aaron McIntosh (NZL)         |
| Athènes 2004 résultats détaillés        | Gal Fridman (ISR)              | Níkos Kaklamanákis (GRE) | Nick Dempsey (GBR)           |
| RS:X                                    |                                |                          |                              |
| Pékin 2008 résultats détaillés          | Tom Ashley (NZL)               | Julien Bontemps (FRA)    | Shahar Zubari (ISR)          |
| Londres 2012 résultats détaillés        | Dorian van Rijsselberghe (NED) | Nick Dempsey (GRB)       | Przemysław Miarczyński (POL) |
| Rio de Janeiro 2016 résultats détaillés | Dorian van Rijsselberghe (NED) | Nick Dempsey (GRB)       | Pierre Le Coq (FRA)          |
| Tokyo 2020 résultats détaillés          | Kiran Badloe (NED)             | Thomas Goyard (FRA)      | Bi Kun (CHN)                 |
| IQFoil                                  |                                |                          |                              |
| Paris 2024 résultats détaillés          | Tom Reuveny (ISR)              | Grae Morris (AUS)        | Luuc van Opzeeland (NED)     |

#### Kitesurf
| Édition                        | Or                    | Argent             | Bronze                  |
| ------------------------------ | --------------------- | ------------------ | ----------------------- |
| Formula kite                   |                       |                    |                         |
| Paris 2024 résultats détaillés | Valentin Bontus (AUT) | Toni Vodišek (SLO) | Maximilian Maeder (SIN) |

#### Dériveur léger en solitaire
Cette épreuve est open jusqu'en 2008 où elle devient réservée aux hommes. Son équivalent féminin est dès lors le Laser Radial.
| Édition                                 | Or                   | Argent                 | Bronze                   |
| --------------------------------------- | -------------------- | ---------------------- | ------------------------ |
| Laser                                   |                      |                        |                          |
| Atlanta 1996 résultats détaillés        | Robert Scheidt (BRA) | Ben Ainslie (GBR)      | Peer Moberg (NOR)        |
| Sydney 2000 résultats détaillés         | Ben Ainslie (GBR)    | Robert Scheidt (BRA)   | Michael Blackburn (AUS)  |
| Athènes 2004 résultats détaillés        | Robert Scheidt (BRA) | Andreas Geritzer (AUT) | Vasilij Žbogar (SLO)     |
| Pékin 2008 résultats détaillés          | Paul Goodison (GBR)  | Vasilij Žbogar (SLO)   | Diego Romero (ITA)       |
| Londres 2012 résultats détaillés        | Tom Slingsby (AUS)   | Pávlos Kontídis (CYP)  | Rasmus Myrgren (SWE)     |
| Rio de Janeiro 2016 résultats détaillés | Tom Burton (AUS)     | Tonči Stipanović (CRO) | Sam Meech (NZL)          |
| Tokyo 2020 résultats détaillés          | Matt Wearn (AUS)     | Tonči Stipanović (CRO) | Hermann Tomasgaard (NOR) |
| Paris 2024 résultats détaillés          | Matt Wearn (AUS)     | Pavlos Kontides (CHY)  | Stefano Peschiera (PER)  |

#### Skiff en double
Cette épreuve est open jusqu'en 2008, même si seuls des hommes sont montés sur le podium pendant cette période. Son équivalent féminin est le 49er FX, apparu en 2016.
| Édition                                 | Or                                            | Argent                                           | Bronze                                      |
| --------------------------------------- | --------------------------------------------- | ------------------------------------------------ | ------------------------------------------- |
| 49er                                    |                                               |                                                  |                                             |
| Sydney 2000 résultats détaillés         | Finlande Jyrki Järvi Thomas Johanson          | Grande-Bretagne Ian Barker Simon Hiscocks        | États-Unis Jonathan McKee Charlie McKee     |
| Athènes 2004 résultats détaillés        | Espagne Iker Martínez Xabier Fernández        | Ukraine Rodion Luka George Leonchuk              | Grande-Bretagne Chris Draper Simon Hiscocks |
| Pékin 2008 résultats détaillés          | Danemark Jonas Warrer Martin Kirketerp Ibsen  | Espagne Iker Martínez Xabier Fernández           | Allemagne Jan Peter Peckolt Hannes Peckolt  |
| Londres 2012 résultats détaillés        | Australie Iain Jensen Nathan Outteridge       | Nouvelle-Zélande Peter Burling Blair Tuke        | Danemark Peter Lang Allan Nørregaard        |
| Rio de Janeiro 2016 résultats détaillés | Nouvelle-Zélande Peter Burling Blair Tuke     | Australie Nathan Outteridge Iain Jensen          | Allemagne Erik Heil Thomas Plößel           |
| Tokyo 2020 résultats détaillés          | Grande-Bretagne Dylan Fletcher Stuart Bithell | Nouvelle-Zélande Peter Burling Blair Tuke        | Allemagne Erik Heil Thomas Plößel           |
| Paris 2024 résultats détaillés          | Espagne Diego Botín Florián Trittel           | Nouvelle-Zélande Isaac McHardie William McKenzie | États-Unis Ian Barrows Hans Henken          |

### Femmes

#### Planche à voile
| Édition                                 | Or                       | Argent                   | Bronze                   |
| --------------------------------------- | ------------------------ | ------------------------ | ------------------------ |
| Lechner Division II                     |                          |                          |                          |
| Barcelone 1992                          | Barbara Kendall (NZL)    | Zhang Xiaodong (CHN)     | Dorien de Vries (NED)    |
| Mistral One                             |                          |                          |                          |
| Atlanta 1996 résultats détaillés        | Lee Lai Shan (HKG)       | Barbara Kendall (NZL)    | Alessandra Sensini (ITA) |
| Sydney 2000 résultats détaillés         | Alessandra Sensini (ITA) | Amelie Lux (GER)         | Barbara Kendall (NZL)    |
| Athènes 2004 résultats détaillés        | Faustine Merret (FRA)    | Yin Jian (CHN)           | Alessandra Sensini (ITA) |
| RS:X                                    |                          |                          |                          |
| Pékin 2008 résultats détaillés          | Yin Jian (CHN)           | Alessandra Sensini (ITA) | Bryony Shaw (GBR)        |
| Londres 2012 résultats détaillés        | Marina Alabau (ESP)      | Tuuli Petäjä (FIN)       | Zofia Klepacka (POL)     |
| Rio de Janeiro 2016 résultats détaillés | Charline Picon (FRA)     | Chen Peina (CHN)         | Stefania Elfutina (RUS)  |
| Tokyo 2020 résultats détaillés          | Lu Yunxiu (CHN)          | Charline Picon (FRA)     | Emma Wilson (GBR)        |
| IQFoil                                  |                          |                          |                          |
| Paris 2024 résultats détaillés          | Marta Maggetti (ITA)     | Sharon Kantor (ISR)      | Emma Wilson (GBR)        |

#### Kitesurf
| Édition                        | Or                   | Argent               | Bronze                  |
| ------------------------------ | -------------------- | -------------------- | ----------------------- |
| Formula kite                   |                      |                      |                         |
| Paris 2024 résultats détaillés | Ellie Aldridge (GBR) | Lauriane Nolot (FRA) | Annelous Lammerts (NED) |

#### Dériveur léger en solitaire
| Édition                                 | Or                      | Argent                       | Bronze                     |
| --------------------------------------- | ----------------------- | ---------------------------- | -------------------------- |
| Europe                                  |                         |                              |                            |
| Barcelone 1992                          | Linda Andersen (NOR)    | Natalia Vía Dufresne (ESP)   | Julia Trotman (USA)        |
| Atlanta 1996 résultats détaillés        | Kristine Roug (DEN)     | Margriet Matthijsse (NED)    | Courtenay Becker-Dey (USA) |
| Sydney 2000 résultats détaillés         | Shirley Robertson (GBR) | Margriet Matthijsse (NED)    | Serena Amato (ARG)         |
| Athènes 2004 résultats détaillés        | Siren Sundby (NOR)      | Lenka Šmídová (CZE)          | Signe Livbjerg (DEN)       |
| Laser Radial                            |                         |                              |                            |
| Pékin 2008 résultats détaillés          | Anna Tunnicliffe (USA)  | Gintarė Volungevičiūtė (LTU) | Xu Lijia (CHN)             |
| Londres 2012 résultats détaillés        | Xu Lijia (CHN)          | Marit Bouwmeester (NED)      | Evi Van Acker (BEL)        |
| Rio de Janeiro 2016 résultats détaillés | Marit Bouwmeester (NED) | Annalise Murphy (IRL)        | Anne-Marie Rindom (DEN)    |
| Tokyo 2020 résultats détaillés          | Anne-Marie Rindom (DEN) | Josefin Olsson (SWE)         | Marit Bouwmeester (NED)    |
| Paris 2024 résultats détaillés          | Marit Bouwmeester (NED) | Anne-Marie Rindom (DEN)      | Line Flem Høst (NOR)       |

#### Skiff en double
| Édition                                 | Or                                       | Argent                                    | Bronze                                           |
| --------------------------------------- | ---------------------------------------- | ----------------------------------------- | ------------------------------------------------ |
| 49er FX                                 |                                          |                                           |                                                  |
| Rio de Janeiro 2016 résultats détaillés | Brésil Martine Grael Kahena Kunze        | Nouvelle-Zélande Alex Maloney Molly Meech | Danemark Jena Hansen Katja Steen Salskov-Iversen |
| Tokyo 2020 résultats détaillés          | Brésil Martine Grael Kahena Kunze        | Allemagne Tina Lutz Susann Beucke         | Pays-Bas Annemiek Bekkering Annette Duetz        |
| Paris 2024 résultats détaillés          | Pays-Bas Odile van Aanholt Annette Duetz | Suède Vilma Bobeck Rebecca Netzler        | France Sarah Steyaert Charline Picon             |

### Mixte

#### Catamaran en double
De 1976 à 2008, cette discipline est open (sans restriction entre hommes et femmes), avant de devenir mixte (un équipage cimposé d'un homme et d'une femme).
| Édition                                 | Or                                                             | Argent                                                         | Bronze                                                         |
| --------------------------------------- | -------------------------------------------------------------- | -------------------------------------------------------------- | -------------------------------------------------------------- |
| Tornado                                 |                                                                |                                                                |                                                                |
| Montréal 1976                           | Grande-Bretagne Reginald White John Osborn                     | États-Unis David McFaull Michael Rothwell                      | Allemagne de l'Ouest Jörg Spengler Jörg Schmall                |
| Moscou 1980                             | Brésil Lars Sigurd Bjorkström Alexandre Welter                 | Danemark Peter Due Per Kjærgaard                               | Suède Goran Marstrom Jörgen Ragnarsson                         |
| Los Angeles 1984                        | Nouvelle-Zélande Rex Sellers Chris Timms                       | États-Unis Randy Smyth Jay Glaser                              | Australie Christopher Cairns Scott Anderson                    |
| Séoul 1988                              | France Jean-Yves Le Déroff Nicolas Hénard                      | Nouvelle-Zélande Chris Timms Rex Sellers                       | Brésil Lars Grael Clinio Freitas                               |
| Barcelone 1992                          | France Yves Loday Nicolas Hénard                               | États-Unis Randy Smyth Keith Notary                            | Australie Mitch Booth John Forbes                              |
| Atlanta 1996 résultats détaillés        | Espagne José Luis Ballester Fernando Leon                      | Australie Mitch Booth Andrew Landenberger                      | Brésil Lars Grael Henrique Pellicano                           |
| Sydney 2000 résultats détaillés         | Autriche Roman Hagara Hans Peter Steinacher                    | Australie John Forbes Darren Bundock                           | Allemagne Roland Gäbler René Schwall                           |
| Athènes 2004 résultats détaillés        | Autriche Roman Hagara Hans-Peter Steinacher                    | États-Unis John C. Lovell Charlie Ogletree                     | Argentine Santiago Lange Carlos Espínola                       |
| Pékin 2008 résultats détaillés          | Espagne Antón Paz Fernando Echavarri                           | Australie Darren Bundock Glenn Ashby                           | Argentine Santiago Lange Carlos Espínola                       |
| Londres 2012                            | Cette discipline n'est pas prévue dans le programme olympique. | Cette discipline n'est pas prévue dans le programme olympique. | Cette discipline n'est pas prévue dans le programme olympique. |
| Nacra 17                                |                                                                |                                                                |                                                                |
| Rio de Janeiro 2016 résultats détaillés | Argentine Santiago Lange Cecilia Carranza Saroli               | Australie Jason Waterhouse Lisa Darmanin                       | Autriche Thomas Zajac Tanja Frank                              |
| Tokyo 2020 résultats détaillés          | Italie Ruggero Tita Caterina Banti                             | Grande-Bretagne John Gimson Anna Burnet                        | Allemagne Paul Kohlhoff Alica Stuhlemmer                       |
| Paris 2024 résultats détaillés          | Italie Ruggero Tita Caterina Banti                             | Argentine Mateo Majdalani Eugenia Bosco                        | Nouvelle-Zélande Micah Wilkinson Erica Dawson                  |

#### Dériveur en double
| Édition                        | Or                              | Argent                          | Bronze                               |
| ------------------------------ | ------------------------------- | ------------------------------- | ------------------------------------ |
| 470                            |                                 |                                 |                                      |
| Paris 2024 résultats détaillés | Autriche Lara Vadlau Lukas Mähr | Japon Keiju Okada Miho Yoshioka | Suède Anton Dahlberg Lovisa Karlsson |

## Programmes passés

### Hommes

#### Quillard à deux équipiers
Cette épreuve est open jusqu'en 2000. À partir de 2004, elle est réservée aux hommes.
| Épreuves                         | Épreuves                         | Or                                                    | Argent                                                       | Bronze                                              |
| Star                             |                                  |                                                       |                                                              |                                                     |
| Los Angeles 1932                 | Los Angeles 1932                 | États-Unis Gilbert Gray Andrew Libano                 | Grande-Bretagne George Colin Ratsey Peter Jaffe              | Suède Gunnar Asther Daniel Sundén-Cullberg          |
| Berlin 1936 résultats détaillés  | Berlin 1936 résultats détaillés  | Allemagne Peter Bischoff Hans-Joachim Weise           | Suède Arvid Laurin Uno Wallentin                             | Pays-Bas Bob Maas Willem de Vries Lentsch           |
| Londres 1948                     | résultats détaillés              | Star                                                  | Star                                                         | Star                                                |
| Londres 1948                     | résultats détaillés              | États-Unis Hilary Smart Paul Smart                    | Cuba Carlos de Cárdenas Carlos de Cárdenas Jr.               | Pays-Bas Adriaan Maas Edward Stutterheim            |
| Londres 1948                     | résultats détaillés              | Swallow                                               | Swallow                                                      | Swallow                                             |
| Londres 1948                     | résultats détaillés              | Grande-Bretagne Stewart Morris David Bond             | Portugal Duarte de Almeida Bello Fernando Pinto Coelho Bello | États-Unis Lockwood Pirie Owen Torrey               |
| Star                             |                                  |                                                       |                                                              |                                                     |
| Helsinki 1952                    | Helsinki 1952                    | Italie Agostino Straulino Nicolò Rode                 | États-Unis John Price John Reid                              | Portugal Joaquim Fiúza Francisco de Andrade         |
| Melbourne 1956                   | Melbourne 1956                   | États-Unis Herbert Williams Lawrence Low              | Italie Agostino Straulino Nicolò Rode                        | Bahamas Durward Knowles Sloan Farrington            |
| Rome 1960                        | Rome 1960                        | Union soviétique Timir Pinegin Fyodor Shutkov         | Portugal Mario Gentil Jose Gentil                            | États-Unis William Parks Robert Halperin            |
| Tokyo 1964                       | Tokyo 1964                       | Bahamas Durward Knowles Cecil Cooke                   | États-Unis Richard Stearns Lynn Williams                     | Suède Pelle Petterson Holger Sundström              |
| Mexico 1968                      | Mexico 1968                      | États-Unis Lowell North Peter Barrett                 | Norvège Peder Lunde, Jr. Per Olav Wiken                      | Italie Franco Cavallo Camillo Gargano               |
| Munich 1972                      | Munich 1972                      | Star                                                  | Star                                                         | Star                                                |
| Munich 1972                      | Munich 1972                      | Union soviétique Valentin Mankin Vitali Dyrdyra       | Grande-Bretagne Alan Warren David Hunt                       | États-Unis Glen Foster Peter Dean                   |
| Munich 1972                      | Munich 1972                      | Tempest                                               |                                                              |                                                     |
| Munich 1972                      | Munich 1972                      | Australie David Forbes John Anderson                  | Suède Pelle Petterson Stellan Westerdahl                     | Allemagne de l'Ouest Wilhelm Kuhweide Karsten Meyer |
| Tempest                          |                                  |                                                       |                                                              |                                                     |
| Montréal 1976                    | Montréal 1976                    | Suède John Albrechtson Ingvar Hansson                 | Union soviétique Valentin Mankin Vladislav Akimenko          | États-Unis Dennis Conner Conn Findlay               |
| Star                             |                                  |                                                       |                                                              |                                                     |
| Moscou 1980                      | Moscou 1980                      | Union soviétique Valentin Mankin Aleksandr Muzychenko | Autriche Karl Ferstl Hubert Raudaschl                        | Italie Giorgio Gorla Alfio Peraboni                 |
| Los Angeles 1984                 | Los Angeles 1984                 | États-Unis William Earl Buchan Steven Erickson        | Allemagne de l'Ouest Joachim Griese Michael Marcour          | Italie Giorgio Gorla Alfio Peraboni                 |
| Séoul 1988                       | Séoul 1988                       | Grande-Bretagne Michael McIntyre Bryn Vaile           | États-Unis Mark Reynolds Harold Haenel                       | Brésil Torben Grael Nelson Falcão                   |
| Barcelone 1992                   | Barcelone 1992                   | États-Unis Mark Reynolds Harold Haenel                | Nouvelle-Zélande Roderick Davis Donald Cowie                 | Canada Ross MacDonald Eric Jespersen                |
| Atlanta 1996 résultats détaillés | Atlanta 1996 résultats détaillés | Brésil Marcelo Ferreira Torben Grael                  | Suède Hans Wallén Bobby Lohse                                | Australie Colin Beashel David Giles                 |
| Sydney 2000 résultats détaillés  | Sydney 2000 résultats détaillés  | États-Unis Mark Reynolds Magnus Liljedahl             | Grande-Bretagne Ian Walker Mark Covell                       | Brésil Torben Grael Marcelo Ferreira                |
| Athènes 2004 résultats détaillés | Athènes 2004 résultats détaillés | Brésil Marcelo Ferreira Torben Grael                  | Canada Ross MacDonald Mike Wolfs                             | France Pascal Rambeau Xavier Rohart                 |
| Pékin 2008 résultats détaillés   | Pékin 2008 résultats détaillés   | Grande-Bretagne Iain Percy Andrew Simpson             | Brésil Robert Scheidt Bruno Prada                            | Suède Fredrik Lööf Anders Ekström                   |
| Londres 2012 résultats détaillés | Londres 2012 résultats détaillés | Suède Fredrik Lööf Max Salminen                       | Grande-Bretagne Iain Percy Andrew Simpson                    | Brési Robert Scheidt Bruno Prada                    |

#### Dériveur lourd en solitaire
| Édition                                 | Or                          | Argent                       | Bronze                      |
| --------------------------------------- | --------------------------- | ---------------------------- | --------------------------- |
| Firefly                                 |                             |                              |                             |
| Londres 1948 résultats détaillés        | Paul Elvström (DEN)         | Ralph Evans (USA)            | Koos de Jong (NED)          |
| Finn                                    |                             |                              |                             |
| Helsinki 1952                           | Paul Elvström (DEN)         | Charles Currey (GBR)         | Rickard Sarby (SWE)         |
| Melbourne 1956                          | Paul Elvström (DEN)         | André Nelis (BEL)            | John Marvin (USA)           |
| Rome 1960                               | Paul Elvström (DEN)         | Aleksander Tšutšelov (URS)   | André Nelis (BEL)           |
| Tokyo 1964                              | Wilhelm Kuhweide (EUA)      | Peter Barrett (USA)          | Henning Wind (DEN)          |
| Mexico 1968                             | Valentin Mankin (URS)       | Hubert Raudaschl (AUT)       | Fabio Albarelli (ITA)       |
| Munich 1972                             | Serge Maury (FRA)           | Ilías Chatzipavlís (GRE)     | Viktor Potapov (URS)        |
| Montréal 1976                           | Jochen Schümann (GDR)       | Andrei Balashov (URS)        | John Bertrand (AUS)         |
| Moscou 1980                             | Esko Rechardt (FIN)         | Wolfgang Mayrhofer (AUT)     | Andrei Balashov (URS)       |
| Los Angeles 1984                        | Russell Coutts (NZL)        | John Bertrand (USA)          | Terry Neilson (CAN)         |
| Séoul 1988                              | José Luis Doreste (ESP)     | Peter Holmberg (ISV)         | John Cutler (NZL)           |
| Barcelone 1992                          | José van der Ploeg (ESP)    | Brian Ledbetter (USA)        | Craig Monk (NZL)            |
| Atlanta 1996 résultats détaillés        | Mateusz Kusznierewicz (POL) | Sébastien Godefroid (BEL)    | Roy Heiner (NED)            |
| Sydney 2000 résultats détaillés         | Iain Percy (GBR)            | Luca Devoti (ITA)            | Fredrik Lööf (SWE)          |
| Athènes 2004 résultats détaillés        | Ben Ainslie (GBR)           | Rafael Trujillo (ESP)        | Mateusz Kusznierewicz (POL) |
| Pékin 2008 résultats détaillés          | Ben Ainslie (GBR)           | Zach Railey (USA)            | Guillaume Florent (FRA)     |
| Londres 2012 résultats détaillés        | Ben Ainslie (GBR)           | Jonas Høgh-Christensen (DEN) | Jonathan Lobert (FRA)       |
| Rio de Janeiro 2016 résultats détaillés | Giles Scott (GBR)           | Vasilij Žbogar (SLO)         | Caleb Paine (USA)           |
| Tokyo 2020 résultats détaillés          | Giles Scott (GBR)           | Zsombor Berecz (HUN)         | Joan Cardona (ESP)          |

#### Dériveur en double
| Édition                                 | Or                                           | Argent                                           | Bronze                                            |
| --------------------------------------- | -------------------------------------------- | ------------------------------------------------ | ------------------------------------------------- |
| 470                                     |                                              |                                                  |                                                   |
| Montréal 1976                           | Allemagne de l'Ouest Frank Hübner Harro Bode | Espagne Antonio Gorostegui Pedro Millet          | Australie Ian Brown Ian Ruff                      |
| Moscou 1980                             | Brésil Marcos Soares Eduardo Penido          | Allemagne de l'Est Jorn Borowski Egbert Swensson | Finlande Jouko Lindgrén Georg Tallberg            |
| Los Angeles 1984                        | Espagne Luis Doreste Roberto Molina          | États-Unis Steve Benjamin Chris Steinfeld        | France Thierry Péponnet Luc Pillot                |
| Séoul 1988                              | France Thierry Péponnet Luc Pillot           | Union soviétique Tõnu Tõniste Toomas Tõniste     | États-Unis John Shadden Charles McKee             |
| Barcelone 1992                          | Espagne Jordi Calafat Francisco Sanchez      | États-Unis Morgan Reeser Kevin Burnham           | Estonie Tõnu Tõniste Toomas Tõniste               |
| Atlanta 1996                            | Ukraine Yevhen Braslavets Ihor Matviyenko    | Grande-Bretagne John Merricks Ian Walker         | Portugal Victor Rocha Nuno Barreto                |
| Sydney 2000                             | Australie Tom King Mark Turnbull             | États-Unis Paul Foerster Robert Merrick          | Argentine Juan de la Fuente Javier Conte          |
| Athènes 2004 résultats détaillés        | États-Unis Paul Foerster Kevin Burnham       | Grande-Bretagne Nick Rogers Joe Glanfield        | Japon Kazuto Seki Kenjiro Todoroki                |
| Pékin 2008 résultats détaillés          | Australie Nathan Wilmot Malcolm Page         | Grande-Bretagne Nick Rogers Joe Glanfield        | France Nicolas Charbonnier Olivier Bausset        |
| Londres 2012 résultats détaillés        | Australie Mathew Belcher Malcolm Page        | Grande-Bretagne Stuart Bithell Luke Patience     | Argentine Lucas Calabrese Juan de la Fuente       |
| Rio de Janeiro 2016 résultats détaillés | Croatie Šime Fantela Igor Marenić            | Australie Mathew Belcher William Ryan            | Grèce Panayiótis Mántis Pavlos Kagialis           |
| Tokyo 2020 résultats détaillés          | Australie Mathew Belcher William Ryan        | Suède Anton Dahlberg Fredrik Bergstrom           | Espagne Jordi Xammar Nicolas Rodriguez Garcia-Paz |

### Femmes

#### Quillard à trois équipiers
| Édition                          | Or                                                       | Argent                                                    | Bronze                                                       |
| -------------------------------- | -------------------------------------------------------- | --------------------------------------------------------- | ------------------------------------------------------------ |
| Yngling                          |                                                          |                                                           |                                                              |
| Athènes 2004 résultats détaillés | Grande-Bretagne Sarah Ayton Shirley Robertson Sarah Webb | Ukraine Ganna Kalinina Svitlana Matevusheva Ruslana Taran | Danemark Dorte Jensen Helle Jespersen Christina Otzen        |
| Pékin 2008 résultats détaillés   | Grande-Bretagne Sarah Ayton Sarah Webb Pippa Wilson      | Pays-Bas Mandy Mulder Annemieke Bes Merel Witteveen       | Grèce Sofía Bekatórou Sofía Papadopoúlou Viryinía Kravarióti |
| Elliott 6m                       |                                                          |                                                           |                                                              |
| Londres 2012 résultats détaillés | Espagne Tamara Echegoyen Ángela Pumariega Sofía Toro     | Australie Lucinda Whitty Nina Curtis Olivia Price         | Finlande Mikaela Wulff Silja Kanerva Silja Lehtinen          |

#### Dériveur en double
| Édition                                 | Or                                           | Argent                                      | Bronze                                                  |
| --------------------------------------- | -------------------------------------------- | ------------------------------------------- | ------------------------------------------------------- |
| 470                                     |                                              |                                             |                                                         |
| Séoul 1988                              | États-Unis Allison Jolly Lynne Jewell        | Suède Marit Söderström Birgitta Bengtsson   | Union soviétique Larisa Moskalenko Irina Shunikhovskaya |
| Barcelone 1992                          | Espagne Patricia Guerra Theresa Zabell       | Nouvelle-Zélande Leslie Egnot Jan Shearer   | États-Unis J. J. Isler Pamela Healy                     |
| Atlanta 1996 résultats détaillés        | Espagne Begoña Vía-Dufresne Theresa Zabell   | Japon Yumiko Shige Alicia Kinoshita         | Ukraine Olena Pakholchyk Ruslana Taran                  |
| Sydney 2000 résultats détaillés         | Australie Jenny Armstrong Belinda Stowell    | États-Unis J. J. Isler Sarah Glaser         | Ukraine Olena Pakholchyk Ruslana Taran                  |
| Athènes 2004 résultats détaillés        | Grèce Sofía Bekatórou Emilía Tsoúlfa         | Espagne Natalia Vía Dufresne Sandra Azón    | Suède Therese Torgersson Vendela Zachrisson             |
| Pékin 2008 résultats détaillés          | Australie Elise Rechichi Tessa Parkinson     | Pays-Bas Marcelien de Koning Lobke Berkhout | Brésil Fernanda Oliveira Isabel Swan                    |
| Londres 2012 résultats détaillés        | Nouvelle-Zélande Jo Aleh Olivia Powrie       | Grande-Bretagne Saskia Clark Hannah Mills   | Pays-Bas Lobke Berkhout Lisa Westerhof                  |
| Rio de Janeiro 2016 résultats détaillés | Grande-Bretagne Hannah Mills Saskia Clark    | Nouvelle-Zélande Jo Aleh Olivia Powrie      | France Camille Lecointre Hélène Defrance                |
| Tokyo 2020 résultats détaillés          | Grande-Bretagne Hannah Mills Eilidh McIntyre | Pologne Agnieszka Skrzypulec Jolanta Ogar   | France Camille Lecointre Aloïse Retornaz                |

### Open
Contrairement aux disciplines mixtes qui imposent la parité hommes-femmes, les catégories open sont ouvertes à la fois aux hommes et aux femmes mais sans quota imposé.

#### Quillard à trois équipiers
| Édition                          | Or                                                                | Argent                                                                | Bronze                                                              |
| -------------------------------- | ----------------------------------------------------------------- | --------------------------------------------------------------------- | ------------------------------------------------------------------- |
| Dragon                           |                                                                   |                                                                       |                                                                     |
| Londres 1948 résultats détaillés | Norvège Thor Thorvaldsen Sigve Lie Hakon Barfod                   | Suède Folke Bohlin Hugo Johnson Gösta Brodin                          | Danemark William Berntsen Ole Berntsen Klaus Baess                  |
| Helsinki 1952                    | Norvège Sigve Lie Hakon Barfod Thor Thorvaldsen                   | Suède Per Gedda Sidney Boldt-Christmas Erland Almkvist                | Allemagne Theodor Thomsen Erich Natusch Georg Nowka                 |
| Melbourne 1956                   | Suède Folke Bohlin Bengt Palmquist Leif Wikström                  | Danemark Ole Berntsen Cyril Andresen Christian von Bülow              | Grande-Bretagne Graham Mann Ronald Backus Jonathan Janson           |
| Rome 1960                        | Grèce Constantin de Grèce Odysséas Eskitzóglou Geórgios Zaïmis    | Argentine Jorge Salas Chávez Héctor Calegaris Jorge del Río Sálas     | Italie Antonio Cosentino Antonio Ciciliano Giulio De Stefano        |
| Tokyo 1964                       | Danemark Ole Berntsen Christian von Bülow Ole Poulsen             | Équipe unifiée d’Allemagne Peter Ahrendt Ulrich Mense Wilfried Lorenz | États-Unis Lowell North Charles Rogers Richard Deaver               |
| Mexico 1968                      | États-Unis George Friedrichs Barton Jahncke Gerald Schreck        | Danemark Aage Birch Poul Richard Høj Jensen Niels Markussen           | Allemagne de l'Est Paul Borowski Karl-Heinz Thun Konrad Weichert    |
| Munich 1972                      | Dragon                                                            | Dragon                                                                | Dragon                                                              |
| Munich 1972                      | Australie John Cuneo Thomas Anderson John Shaw                    | Allemagne de l'Est Paul Borowski Konrad Weichert Karl-Heinz Thun      | États-Unis Donald Cohan Charles Horter John Marshall                |
| Munich 1972                      | Soling                                                            |                                                                       |                                                                     |
| Munich 1972                      | États-Unis Harry Melges William Bentsen William Allen             | Suède Stig Wennerström Bo Knape Stefan Krook                          | Canada David Miller John Ekels Paul Côté                            |
| Soling                           |                                                                   |                                                                       |                                                                     |
| Montréal 1976                    | Danemark Poul Richard Høj Jensen Valdemar Bandolowski Erik Hansen | États-Unis John Kolius Walter Glasgow Richard Hoepfner                | Allemagne de l'Est Dieter Below Michael Zachries Olaf Engelhardt    |
| Moscou 1980                      | Danemark Poul Richard Høj Jensen Valdemar Bandolowski Erik Hansen | Union soviétique Alexandr Budnikov Boris Budnikov Nikolay Poliakov    | Grèce Anastásios Bountoúris Anastásios Gavrílis Aristídis Rapanákis |
| Los Angeles 1984                 | États-Unis Robbie Haines Ed Trevalyan Rod Davis                   | Brésil Torben Grael Daniel Adler Ronaldo Senfft                       | Canada Hans Fogh John Kerr Stephen Calder                           |
| Séoul 1988                       | Allemagne de l'Est Jochen Schümann Thomas Flach Bernd Jäkel       | États-Unis John Kostecki William Baylis Robert Billingham             | Danemark Jesper Bank Jan Mathiasen Steen Secher                     |
| Barcelone 1992                   | Danemark Jesper Bank Steen Secher Jesper Seier                    | États-Unis Kevin Mahaney James Brady Douglas Kern                     | Grande-Bretagne Lawrie Smith Robert Cruikshank Ossie Stewart        |
| Atlanta 1996                     | Allemagne Thomas Flach Bernd Jäkel Jochen Schümann                | Russie Georgy Shayduko Igor Skalin Dmitri Shabanov                    | États-Unis Jim Barton Jeff Madrigali Kent Massey                    |
| Sydney 2000                      | Danemark Jesper Bank Henrik Blakskjær Thomas Jacobsen             | Allemagne Jochen Schümann Gunnar Bahr Ingo Borkowski                  | Norvège Paul Davis Herman Horn Johannessen Espen Stokkeland         |

#### Dériveur lourd à deux équipiers
| Édition          | Or                                                    | Argent                                                  | Bronze                                                |
| ---------------- | ----------------------------------------------------- | ------------------------------------------------------- | ----------------------------------------------------- |
| Sharpie 12 m2    |                                                       |                                                         |                                                       |
| Melbourne 1956   | Nouvelle-Zélande Peter Mander Jack Cropp              | Australie Roland Tasker John Scott                      | Grande-Bretagne Jasper Blackall Terence Smith         |
| Flying Dutchman  |                                                       |                                                         |                                                       |
| Rome 1960        | Norvège Peder Lunde, Jr. Bjørn Bergvall               | Danemark Hans Fogh Ole Erik Petersen                    | Équipe unifiée d’Allemagne Rolf Mulka Ingo von Bredow |
| Tokyo 1964       | Nouvelle-Zélande Earle Wells Helmer Pedersen          | Grande-Bretagne Keith Musto Tony Morgan                 | États-Unis Harry Melges William Bentsen               |
| Mexico 1968      | Grande-Bretagne Rodney Pattisson Iain MacDonald-Smith | Allemagne de l'Ouest Ullrich Libor Peter Naumann        | Brésil Reinaldo Conrad Burkhard Cordes                |
| Munich 1972      | Grande-Bretagne Rodney Pattisson Christopher Davies   | France Yves Pajot Marc Pajot                            | Allemagne de l'Ouest Ullrich Libor Peter Naumann      |
| Montréal 1976    | Allemagne de l'Ouest Jörg Diesch Eckart Diesch        | Grande-Bretagne Rodney Pattisson Julian Brooke-Houghton | Brésil Reinaldo Conrad Peter Ficker                   |
| Moscou 1980      | Espagne Alejandro Abascal Miguel Noguer               | Irlande David Wilkins James Wilkinson                   | Hongrie Szabólcs Detre Zsolt Detre                    |
| Los Angeles 1984 | États-Unis Jonathan McKee William Carl Buchan         | Canada Terry McLaughlin Evert Bastet                    | Grande-Bretagne Jonathan Richards Peter Allam         |
| Séoul 1988       | Danemark Jørgen Bojsen-Møller Christian Grønborg      | Norvège Ole Petter Pollen Erik Bjørkum                  | Canada Frank McLaughlin John Millen                   |
| Barcelone 1992   | Espagne Luis Doreste Domingo Manrique                 | États-Unis Stephen Bourdow Paul Foerster                | Danemark Jens Bojsen-Møller Jørgen Bojsen-Møller      |

#### Jauge internationale

##### 5.5 Metre JI et 6 Metre JI
| Édition                          | Or                                                                                              | Argent | Bronze                                                                                    |                                    |
| -------------------------------- | ----------------------------------------------------------------------------------------------- | --- | ----------------------------------------------------------------------------------------- | ---------------------------------- |
| 6 Metre                          |                                                                                                 | |                                                                                           |                                    |
| Londres 1908                     | Grande-Bretagne Thomas McMeekin Gilbert Laws Charles Crichton                                   | Belgique Léon Huybrechts Louis Huybrechts Henri Weewauters                                                                          | France Henri Arthus Louis Potheau Pierre Rabot                                            |                                    |
| Stockholm 1912                   | France Amédée Thubé Gaston Thubé Jacques Thubé                                                  | Danemark Steen Herschend Hans Meulengracht-Madsen Sven Thomsen                                                                      | Suède Otto Aust Eric Sandberg Harald Sandberg                                             |                                    |
| Anvers 1920                      | 6 Metre (formule de jauge de 1907)                                                              | 6 Metre (formule de jauge de 1907)                                                                                                  | 6 Metre (formule de jauge de 1907)                                                        | 6 Metre (formule de jauge de 1907) |
| Anvers 1920                      | Belgique Emile Cornellie Florimond Cornellie Frédéric Bruynseels                                | Norvège Einar Torgersen Andreas Knudsen Leif Erichsen                                                                               | Norvège Henrik Agersborg Trygve Pedersen Einar Berntsen                                   |                                    |
| Anvers 1920                      | 6 Metre (formule de jauge de 1919)                                                              | |                                                                                           |                                    |
| Anvers 1920                      | Norvège Andreas Brecke Paal Kaasen Ingolf Rød                                                   | Belgique Léon Huybrechts Charles van den Bussche John Klotz                                                                         | non décerné                                                                               |                                    |
| 6 Metre                          |                                                                                                 | |                                                                                           |                                    |
| Paris 1924                       | Norvège Eugen Lunde Christopher Dahl Anders Lundgren                                            | Danemark Knud Degn Christian Nielsen Vilhelm Vett                                                                                   | Pays-Bas Johan Carp Anthonij Guépin Jan Vreede                                            |                                    |
| Amsterdam 1928                   | Norvège Olav V of Norway Johan Anker Erik Anker Håkon Bryhn                                     | Danemark Vilhelm Vett Nils Otto Møller Aage Høy-Petersen Peter Schlütter Sven Linck                                                 | Estonie Nikolai Vekšin William von Wirén Eberhard Vogdt Georg Faehlmann Andreas Faehlmann |                                    |
| Los Angeles 1932                 | Suède Tore Holm Martin Hindorff Olle Åkerlund Åke Bergqvist                                     | États-Unis Robert Carlson Temple Ashbrook Frederic Conant Charles Smith Donald Douglas Emmett Davis                                 | Canada Philip Rogers Gerald Wilson Gardner Boultbee Kenneth Glass                         |                                    |
| Berlin 1936 résultats détaillés  | Grande-Bretagne Christopher Boardman Miles Bellville Russell Harmer Charles Leaf Leonard Martin | Norvège Magnus Konow Karsten Konow Fredrik Meyer Vaadjuv Nyqvist Alf Tveten                                                         | Suède Sven Salén Lennart Ekdahl Martin Hindorff Torsten Lord Dagmar Salén                 |                                    |
| Londres 1948 résultats détaillés | États-Unis Herman Whiton Alfred Loomis James Weekes James Smith Michael Mooney                  | Argentine Enrique Sieburger, Sr. Emilio Homps Rufino Rodríguez de la Torre Rodolfo Rivademar Enrique Sieburger, Jr. Julio Sieburger | Suède Tore Holm Torsten Lord Martin Hindorff Carl Robert Ameln Gösta Salén                |                                    |
| Helsinki 1952                    | 6 Metre                                                                                         | 6 Metre | 6 Metre                                                                                   |                                    |
| Helsinki 1952                    | États-Unis Herman Whiton Eric Ridder Julian Roosevelt John Morgan Everard Endt Emelyn Whiton    | Norvège Finn Ferner Johan Ferner Erik Heiberg Carl Mortensen Tor Arneberg                                                           | Finlande Ernst Westerlund Paul Sjöberg Ragnar Jansson Jonas Konto Rolf Turkka             |                                    |
| Helsinki 1952                    | 5.5 Metre                                                                                       | |                                                                                           |                                    |
| Helsinki 1952                    | États-Unis Britton Chance Sumner White Edgar White Michael Schoettle                            | Norvège Peder Lunde Vibeke Lunde Børre Falkum-Hansen                                                                                | Suède Folke Wassén Carl-Erik Ohlson Magnus Wassén                                         |                                    |
| 5.5 Metre                        |                                                                                                 | |                                                                                           |                                    |
| Melbourne 1956                   | Suède Lars Thörn Hjalmar Karlsson Sture Stork                                                   | Grande-Bretagne Robert Perry Neil Kennedy-Cochran-Patrick John Dillon David Bowker                                                  | Australie Jock Sturrock Devereaux Mytton Douglas Buxton                                   |                                    |
| Rome 1960                        | États-Unis George O'Day James Hunt David Smith                                                  | Danemark William Berntsen Sören Hancke Steen Christensen                                                                            | Suisse Henri Copponex Manfred Metzger Pierre Girard                                       |                                    |
| Tokyo 1964                       | Australie William Northam Peter O'Donnell James Sargeant                                        | Suède Lars Thörn Sture Stork Arne Karlsson                                                                                          | États-Unis John J. McNamara Francis Scully Joseph Batchelder                              |                                    |
| Mexico 1968                      | Suède Ulf Sundelin Jörgen Sundelin Peter Sundelin                                               | Suisse Louis Noverraz Bernard Dunand Marcel Stern                                                                                   | Grande-Bretagne Robin Aisher Adrian Jardine Paul Anderson                                 |                                    |

##### 7 Metre JI
| Édition        | Or                                                                                       | Argent                                                     | Bronze                     |
| -------------- | ---------------------------------------------------------------------------------------- | ---------------------------------------------------------- | -------------------------- |
| 7 Metre        |                                                                                          |                                                            |                            |
| Londres 1908   | Grande-Bretagne Charles Rivett-Carnac Frances Rivett-Carnac Norman Bingley Richard Dixon | non décerné                                                | non décerné                |
| Stockholm 1912 | L'épreuve n'a pas eu lieu.                                                               | L'épreuve n'a pas eu lieu.                                 | L'épreuve n'a pas eu lieu. |
| Anvers 1920    | Grande-Bretagne William Maddison Dorothy Wright Robert Coleman Cyril Wright              | Norvège Johann Faye Christian Dick Sten Abel Niels Nielsen | non décerné                |

##### 8 Metre JI
| Édition                         | Or | Argent | Bronze |
| ------------------------------- | --- | --- | --- |
| 8 Metre                         | | | |
| Londres 1908                    | Grande-Bretagne Blair Cochrane Arthur Wood Henry Sutton John Rhodes Charles Campbell                                                                                              | Suède Carl Hellström Edmund Thormählen Erik Wallerius Eric Sandberg Harald Wallin                                             | Grande-Bretagne Philip Hunloke Alfred Hughes Frederick Hughes George Ratsey William Ward                                 |
| Stockholm 1912                  | Norvège Thomas Aas Andreas Brecke Torleiv Corneliussen Thoralf Glad Christian Jebe                                                                                                | Suède Emil Henriques Bengt Heyman Alvar Thiel Herbert Westermark Nils Westermark                                              | Finlande Arthur Ahnger Emil Lindh Bertil Tallberg Gunnar Tallberg Georg Westling                                         |
| Anvers 1920                     | 8 Metre (formule de jauge de 1907) | 8 Metre (formule de jauge de 1907)                                                                                            | 8 Metre (formule de jauge de 1907)                                                                                       |
| Anvers 1920                     | Norvège Carl Ringvold Thorleif Holbye Tellef Wagle Kristoffer Olsen Alf Jacobsen                                                                                                  | non décerné | non décerné |
| Anvers 1920                     | 8 Metre (formule de jauge de 1919) | | |
| Anvers 1920                     | Norvège Magnus Konow Reidar Marthiniussen Ragnar Vik Thorleif Christoffersen | Norvège Jens Salvesen Lauritz Schmidt Finn Schiander Nils Thomas Ralph Tschudi                                                | Belgique Albert Grisar Willy de l'Arbre Léopold Standaert Henri Weewauters Georges Hellebuyck                            |
| 8 Metre                         | | | |
| Paris 1924                      | Norvège Rick Bockelie Harald Hagen Ingar Nielsen Carl Ringvold Carl Ringvold, Jr.                                                                                                 | Grande-Bretagne Edwin Jacob Thomas Riggs Walter Riggs Ernest Roney Harold Fowler                                              | France Louis Charles Breguet Pierre Gauthier Robert Girardet André Guerrier Georges Mollard                              |
| Amsterdam 1928                  | France Donatien Bouché Carl de la Sablière André Derrien Virginie Hériot André Lesauvage Jean Lesieur                                                                             | Pays-Bas Gerard de Vries Lentsch Maarten de Wit Lambertus Doedes Hendrik Kersken Johannes van Hoolwerff Cornelis van Staveren | Suède Clarence Hammar Tore Holm Carl Sandblom John Sandblom Philip Sandblom Wilhelm Törsleff                             |
| Los Angeles 1932                | États-Unis John Biby William Cooper Carl Dorsey Owen Churchill Robert Sutton Pierpont Davis Alan Morgan Alphonse Burnand Thomas Webster John Huettner Richard Moore Kenneth Carey | Canada Ernest Cribb Harry Jones Peter Gordon Hubert Wallace Ronald Maitland George Gyles                                      | non décerné |
| Berlin 1936 résultats détaillés | Italie Giovanni Reggio Bruno Bianchi Luigi De Manincor Domenico Mordini Luigi Poggi Enrico Poggi                                                                                  | Norvège Olaf Ditlev-Simonsen Hans Struksnæs Lauritz Schmidt Nordahl Wallem Jacob Thams John Ditlev-Simonsen                   | Allemagne Hans Howaldt Alfried Krupp von Bohlen und Halbach Felix Scheder-Bieschin Eduard Mohr Otto Wachs Fritz Bischoff |

##### 10 Metre JI
| Édition        | Or | Argent | Bronze |
| -------------- | --- | --- | --- |
| 10 Metre       | | | |
| Stockholm 1912 | Suède Filip Ericsson Carl Hellström Paul Isberg Humbert Lundén Herman Nyberg Harry Rosenswärd Erik Wallerius Harald Wallin | Finlande Waldemar Björkstén Jacob Björnström Bror Brenner Allan Franck Erik Lindh Adolf Pekkalainen Harry Wahl | Russie Ester Beloselsky Ernest Brasche Karl Lindholm Nikolaï Puschnitsky Aleksandr Rodionov Iossif Schomaker Philip Strauch |
| Anvers 1920    | 10 Metre (formule de jauge de 1907)                                                                                        | 10 Metre (formule de jauge de 1907)                                                                            | 10 Metre (formule de jauge de 1907)                                                                                         |
| Anvers 1920    | Norvège Erik Herseth Sigurd Holter Ingar Nielsen Ole Sørensen Petter Jamvold Gunnar Jamvold Claus Juell                    | non décerné | non décerné |
| Anvers 1920    | 10 Metre (formule de jauge de 1919)                                                                                        | | |
| Anvers 1920    | Norvège Charles Arentz Willy Gilbert Robert Giertsen Arne Sejersted Halfdan Schjött Trygve Schjøtt Otto Falkenberg         | non décerné | non décerné |

##### 12 Metre JI
| Édition        | Or | Argent | Bronze                                                                                                |
| -------------- | --- | --- | --- |
| 12 Metre       | | | |
| Londres 1908   | Grande-Bretagne Thomas Glen-Coats John Downes John Buchanan James Bunten Arthur Downes David Dunlop John Mackenzie Albert Martin Gerald Tait John Aspin  | Grande-Bretagne Charles MacIver James Kenion James Baxter William Davidson John Jellico Thomas Littledale Charles MacLeod-Robertson John Spence John Adam Cecil MacIver | non décerné                                                                                           |
| Stockholm 1912 | Norvège Johan Anker Nils Bertelsen Eilert Falch-Lund Halfdan Hansen Arnfinn Heje Magnus Konow Alfred Larsen Petter Larsen Christian Staib Carl Thaulow   | Suède Per Bergman Dick Bergström Kurt Bergström Hugo Clason Folke Johnson Sigurd Kander Nils Lamby Erik Lindqvist Nils Persson Richard Sällström                        | Finlande Max Alfthan Erik Hartvall Jarl Hulldén Sigurd Juslén Ernst Krogius Eino Sandelin Johan Silén |
| Anvers 1920    | 12 Metre (formule de jauge de 1907) | 12 Metre (formule de jauge de 1907) | 12 Metre (formule de jauge de 1907)                                                                   |
| Anvers 1920    | Norvège Henrik Østervold Jan Østervold Kristian Østervold Ole Østervold Hans Naess Halvor Mögster Halvor Birkeland Rasmus Birkeland Lauritz Christiansen | non décerné | non décerné                                                                                           |
| Anvers 1920    | 12 Metre (formule de jauge de 1919) | | |
| Anvers 1920    | Norvège Johan Friele Arthur Allers Christen Wiese Martin Borthen Egill Reimers Kaspar Hassel Erik Ørvig Olav Ørvig Thor Ørvig                            | non décerné | non décerné                                                                                           |

#### Série internationale - 6.5 Metre
| Édition     | Or                                              | Argent                                       | Bronze      |
| ----------- | ----------------------------------------------- | -------------------------------------------- | ----------- |
| 6.5m SI     |                                                 |                                              |             |
| Anvers 1920 | Pays-Bas Johan Carp Petrus Wernink Bernard Carp | France Albert Weil Félix Picon Robert Monier | non décerné |

#### Régates enmonotype
| Édition                         | Or                                                     | Argent                                               | Bronze              |
| ------------------------------- | ------------------------------------------------------ | ---------------------------------------------------- | ------------------- |
| Anvers 1920                     | Dériveur 12 pieds                                      | Dériveur 12 pieds                                    | Dériveur 12 pieds   |
| Anvers 1920                     | Pays-Bas Beatrijs III Johan Hin Cornelis Hin Frans Hin | Pays-Bas Boreas Arnoud van der Biesen Petrus Beukers | non décerné         |
| Anvers 1920                     | Dériveur 18 pieds                                      |                                                      |                     |
| Anvers 1920                     | Grande-Bretagne Brat Francis Richards Thomas Hedberg   | non décerné                                          | non décerné         |
| Monotype national               |                                                        |                                                      |                     |
| Paris 1924                      | Léon Huybrechts (BEL)                                  | Henrik Robert (NOR)                                  | Hans Dittmar (FIN)  |
| Dériveur 12 pieds               |                                                        |                                                      |                     |
| Amsterdam 1928                  | Sven Thorell (SWE)                                     | Henrik Robert (NOR)                                  | Bertil Broman (FIN) |
| Snowbird                        |                                                        |                                                      |                     |
| Los Angeles 1932                | Jacques Lebrun (FRA)                                   | Adriaan Maas (NED)                                   | Santiago Amat (ESP) |
| Olympia Jolle                   |                                                        |                                                      |                     |
| Berlin 1936 résultats détaillés | Daan Kagchelland (NED)                                 | Werner Krogmann (GER)                                | Peter Scott (GBR)   |

#### Skerry cruiser (square metre rule)
| Édition     | Or                                                            | Argent                                                                  | Bronze      |
| ----------- | ------------------------------------------------------------- | ----------------------------------------------------------------------- | ----------- |
| Anvers 1920 | 30m2                                                          | 30m2                                                                    | 30m2        |
| Anvers 1920 | Suède Kullan Gösta Lundqvist Rolf Steffenburg Gösta Bengtsson | non décerné                                                             | non décerné |
| Anvers 1920 | 40m2                                                          |                                                                         |             |
| Anvers 1920 | Suède Sif Tore Holm Yngve Holm Axel Rydin Georg Tengwall      | Suède Elsie Gustaf Svensson Ragnar Svensson Percy Almstedt Erik Mellbin | non décerné |

#### Jauge Godinet

##### 0-½ tonneau
Deux courses ont lieu aux Jeux de 1900.
| Édition    | Or                                                              | Argent                                                            | Bronze                                                                                        |
| ---------- | --------------------------------------------------------------- | ----------------------------------------------------------------- | --------------------------------------------------------------------------------------------- |
| Paris 1900 | Course 1 France Pierre Gervais ---- Course 2 France Émile Sacré | Courses 1 et 2 France François Texier Auguste Texier Jean Charcot | Course 1 France Henri Monnot Léon Tellier Gaston Cailleux ---- Course 2 France Pierre Gervais |

##### ½-1 tonneau
| Édition    | Or                                                                      | Argent                                                                          | Bronze                                            |
| ---------- | ----------------------------------------------------------------------- | ------------------------------------------------------------------------------- | ------------------------------------------------- |
| Paris 1900 | Grande-Bretagne Lorne Currie John Gretton Linton Hope Algernon Maudslay | France Jacques Baudrier Félix Marcotte William Martin Jules Valton Jean Le Bret | France Émile Michelet Félix Michelet Marcel Meran |

##### 1-2 tonneaux
| Édition    | Or                                                                   | Argent                                                               | Bronze                                                                |
| ---------- | -------------------------------------------------------------------- | -------------------------------------------------------------------- | --------------------------------------------------------------------- |
| Paris 1900 | Suisse Hermann de Pourtalès Hélène de Pourtalès Bernard de Pourtalès | France François Vilamitjana Auguste Albert Charles Hugo Albert Duval | France Jacques Baudrier Lucien Baudrier Albert Dubosq Edouard Mantois |

##### 2-3 tonneaux
| Édition    | Or                                                                       | Argent                                                          | Bronze                                                                |
| ---------- | ------------------------------------------------------------------------ | --------------------------------------------------------------- | --------------------------------------------------------------------- |
| Paris 1900 | Équipe mixte Edward William Exshaw Frédéric Blanchy Jacques Le Lavasseur | France Léon Susse Jacques Doucet Auguste Godinet Henri Mialaret | France Ferdinand de Schlatter Gilbert de Cotignon Émile Jean-Fontaine |

##### 3-10 tonneaux
| Édition    | Or                                                           | Argent                                                                           | Bronze                 |
| ---------- | ------------------------------------------------------------ | -------------------------------------------------------------------------------- | ---------------------- |
| Paris 1900 | Grande-Bretagne Edward Hore H. N. Jefferson J. Howard Taylor | France Alfred Dubois Jules Dubois Maurice Gufflet Robert Gufflet Charley Guiraut | États-Unis H. MacHenry |

##### 10-20 tonneaux
| Édition    | Or                                        | Argent                         | Bronze                             |
| ---------- | ----------------------------------------- | ------------------------------ | ---------------------------------- |
| Paris 1900 | France Estérel Émile Billard Paul Perquer | France Quand-même Jean Decazes | Grande-Bretagne Lauréa Edward Hore |

##### Plus de 20 tonneaux
| Édition    | Or                  | Argent                 | Bronze                 |
| ---------- | ------------------- | ---------------------- | ---------------------- |
| Paris 1900 | Cecil Quentin (GBR) | Selwin Calverley (GBR) | Harry Van Bergen (USA) |

##### Classe open
| Édition    | Or                                                                      | Argent                                                          | Bronze                               |
| ---------- | ----------------------------------------------------------------------- | --------------------------------------------------------------- | ------------------------------------ |
| Paris 1900 | Grande-Bretagne Lorne Currie John Gretton Linton Hope Algernon Maudslay | Allemagne Paul Wiesner Georg Naue Heinrich Peters Ottokar Weise | France Émile Michelet Félix Michelet |